# Hadrodontes saperanus
Hadrodontes saperanus är en fjärilsart som beskrevs av Edward Bagnall Poulton 1926. Hadrodontes saperanus ingår i släktet Hadrodontes och familjen praktfjärilar. Inga underarter finns listade i Catalogue of Life.